# Germainvilliers
Germainvilliers är en kommun i departementet Haute-Marne i regionen Grand Est (tidigare regionen Champagne-Ardenne) i nordöstra Frankrike. Kommunen ligger i kantonen Bourmont som tillhör arrondissementet Chaumont. År 2022 hade Germainvilliers 84 invånare.

## Befolkningsutveckling
Antalet invånare i kommunen Germainvilliers
| Referens: INSEE |